# Volf Bergraser
Volf Bergraser (* 4. Januar 1904 in Nona Sulita, Rumänien; † 13. November 1986) war ein französischer Schachspieler. Er war Großmeister im Fernschach.

## Biografie
Bergraser stammte ursprünglich aus Rumänien. Von Beruf war er Arzt.

## Nahschach
Zweimal gewann Bergraser die Meisterschaft von Frankreich, nämlich 1957 in Bordeaux und 1966 in Grenoble. Fünfmal vertrat er sein Land bei Schacholympiaden: 1954 in Amsterdam, 1958 in München, 1960 in Leipzig, 1962 in Warna und 1964 in Tel Aviv. Bei dem Großmeisterturnier in Monte Carlo 1967 belegte er den letzten Platz, nachdem er wegen einer Erkrankung vorzeitig aufgeben musste.
Bergraser galt als Spezialist der Skandinavischen Verteidigung.

## Fernschach
Von 1953 bis 1955 wurde er dreimal Meister von Frankreich im Fernschach. Er qualifizierte sich für das Finale der zweiten Fernschach-WM (Platz 12) und das Finale der vierten Weltmeisterschaft (Platz 11). Er wurde zu vielen bedeutenden Jubiläumsturnieren eingeladen.
1959 wurde er Internationaler Meister im Fernschach, 1981 erhielt er den Großmeistertitel.